# Grażyna Szapołowska
Grażyna Szapołowska (* 19. září 1953 Bydhošť) je polská herečka.

## Život a kariéra
Po absolvování střední školy debutovala na jevišti s Henrykem Tomaszewskim v Divadle Pantomimy ve Vratislavi. Do roku 1977 studovala na Státní dramatické škole ve Varšavě, kde byla následně do roku 1984 členkou souboru Národního divadla. Po prvních malých rolích ve filmu a televizi se plně soustředila na filmovou tvorbu. V polovině 80. let natočila dva filmy se známým režisérem Krzysztofem Kieślowským a brzy dosáhla mezinárodního uznání. Od roku 1989 vystupuje také jako kabaretiérka.
K jejím největším dosavadním úspěchům patří hlavní ženská role Telimeny v historickém dramatu Andrzeje Wajdy Pan Tadeusz (Pan Tadeáš), za kterou v roce 2000 obdržela polskou filmovou cenu za nejlepší ženský herecký výkon.

### Soukromý život
Jejím prvním manželem byl herec Marek Lewandowski, se kterým se rozvedla několik měsíců po svatbě. Jejím druhým manželem byl Andrzej Jungowski, se kterým má dceru Katarzynu (nar. 1978). Jejím třetím manželem byl novinář Paweł Potoroczyn. Od roku 2002 je jejím životním partnerem podnikatel Eryk Stępniewski. Žije ve Varšavě.

## Filmografie (výběr)
- 1982: Jiný pohled (Egymásra nézve)[1]
- 1984: Pevnost 13 (Fort 13)[2]
- 1985: Besuch bei Van Gogh[3]
- 1985: Pod dohledem (Nadzór)
- 1985: Bez konce (Bez konca)
- 1987: Zázračné dítě (Cudowne dziecko)[4]
- 1988: Krátký film o lásce (Krótki film o miłości)
- 1988: Hanussen[5]
- 1990 Der Skipper[6]
- 1991 La condanna[7]
- 1993 Abissinia[8]
- 1994: Tři barvy: Bílá (Trzy kolory: Biały)
- 1999: Pan Tadeáš (Pan Tadeusz)
- 2010: Różyczka
- 2011: 1920 Bitva u Varšavy (1920 Bitwa Warszawska)